# Barisia levicollis
Espèce
Statut de conservation UICN

 DD  : Données insuffisantes
Barisia levicollis est une espèce de sauriens de la famille des Anguidae.

## Répartition
Cette espèce est endémique du Chihuahua au Mexique. Sa présence est incertaine au Sonora et au Nuevo León.

## Description
L'holotype de Barisia levicollis mesure 121 mm queue non comprise.

## Publication originale
- Stejneger, 1890 : On the North American lizards of the genus Barissa of Gray. Proceedings of the United States National Museum, vol. 13, p. 183-185 (texte intégral).